# Posejdon
Posejdon (grč. Ποσειδῶν, Poseidỗn) u grčkoj mitologiji bog je mora i zemljotresa; Kronov i Rejin sin, Zeusov brat. Posejdonov je pandan u rimskoj mitologiji Neptun.

## Etimologija
Posejdonovo ime vjerojatno je izvedeno od grčkih riječi ποσις, posis = "muškarac", "muž" i δα, da = "zemlja".

## Kult
Osim u rimskoj mitologiji gdje je bio štovan kao Neptun, Posejdon je svoje pandane imao i u ilirskoj mitologiji - Rodon te u etruščanskoj - Nethuns.
U mikenskoj je kulturi bio štovaniji od samog Zeusa, a natpisi s njegovim imenom pronađeni su na brojnim spomenicima i natpisima.
Pomorci su mu se molili za sigurna putovanja, a katkad su utapali konje kao žrtvu. Posejdon je zauzvrat stvarao mirno more i nove otoke. Kad je bio uvrijeđen ili ignoriran, svojim bi trozubom udario tlo te bi uzrokovao brodolome, potrese, utapanja i oluje.
U Rimu je bio prvenstveno štovan kao bog konja - Neptune Equester, zaštitnik konjskih utrka. Postojao je njegov hram u blizini konjskih trkaćih staza u Rimu - Circus Flaminius, a također i jedan u mjestu Campus Martius gdje se slavila svečanost Neptunalia 23. srpnja.

## Karakteristike
Posejdon je prikazivan u svojoj kočiji koju su vukli nilski konji ili obični konji koji su mogli jahati po moru. Bio je prikazivan i s dupinima te s ribama trozupkama.
Njegova je palača bila na oceanskom dnu, sazdana od koralja i dragulja.

## Mitologija

### Rođenje i djetinjstvo
Posejdon je bio Kronov i Rejin sin. Kao i njegovu braću i sestre, progutao ga je njegov otac. Poslije ih je spasio Zeus prisilivši svog oca da ih sve povrati. Zeus, Hekatonhiri, Giganti i Kiklopi svrgnuli su krona i ostale Titane. Prema drugoj inačici mita, Posejdona su odgojili Telhini, stanovnici otoka Roda. Kad je svijet podijeljen na tri dijela, Zeus je dobio zemlju i nebo, Had podzemlje, a Posejdon more.

### Ljubavnici
- Njegova žena bila je Amfitrita, Nerejeva i Doridina kći, nimfa i morska božica. S njom je imao sinove Tritona i kćer Rodu.
- Posejdon se zaljubio u Pelopa, prekrasnog mladića, Tantalova sina. Odveo ga je na Olimp i učinio ga svojim ljubavnikom, prije nego što je to učinio Zeus s Ganimedom. Da bi mu zahvalio za njegovu ljubav, Posejdon je Pelopu dao krilatu kočiju koju je iskoristio u utrci s Enomajem za Hipodamijinu ruku.
- Posejdon je također silovao Etru koja je poslije rodila Tezeja.
- Imao je vezu s Alopom, a njezin ju je otac zakopao živu. Posejdon ju je pretvorio u istoimeni izvor u Eleuzini.
- Posejdon je spasio Amimonu od razvratnog satira, a zajedno su imali dijete - Nauplija.
- S Meduzom je imao snošaj na podu Atenina hrama. Zbog toga je Meduza pretvorena u čudovište. Kad je poslije Perzej obezglavio Meduzu, iz njezina su vrata rođeni Pegaz i Hrisaor.
- Posejdon je spavao s Kenidom, a potom ispunio njezinu želju i pretvorio je u muškarca - Keneja.
- Smrtnica Tira bila je udana za Kreteja, ali voljela je Enipeja, riječnog boga, koji ju je odbijao. Jednog se dana požudni Posejdon prerušio u Enipeja i spavao s Tirom. Potom je ona rodila blizance Peliju i Neleja.
- U starijem obliku morske božice, Demetra je bila predmet Posejdonove požude. Ona mu je odolijevala i sakrila se u krdo konja. Posejdon se pretvorio u pastuha i navalio na nju. Demetra je zbog toga bila bijesna i otišla je oprati svoj gnjev u rijeku Ladon. Posejdonu je rodila kćer Despinu i konja Ariona s crnom grivom. Zato je u Arkadiji Demetra često bila štovana kao božica s konjskom glavom.

### Posejdon i Atena
Atena se natjecala s Posejdonom tko će biti zaštitnik novog i neimenovanog grada. Dogovorili su se da će svaki od njih dati građanima jedan dar te će oni izabrati koji im je draži. Posejdon je zabio svoj trozubac u tlo te se pojavio izvor koji im je dao mogućnost trgovanja, a i vodu, no bila je slana i nije bila za piće. Atena im je ponudila stablo masline te su građani prihvatili maslinu, a i Atenu za zaštitnicu, jer stablo im je donosilo ulje, drvo i hranu. Grad je nazvan Atenom.
U drugoj inačici priče, Posejdon je stvorio prvog konja, ali ipak je Atenin dar izabran.

### Troja
Posejdon i Apolon uvrijedili su Zeusa i poslani su služiti kralju Laomedonu. On im je zapovjedio da sagrade velik zid oko grada i obećao da će ih dobro nagraditi, ali to nije i ispunio. Da bi se osvetio, prije Trojanskog rata, Posejdon je poslao morsko čudovište da napadne Troju (čudovište je poslije ubio Heraklo).
U Homerovoj Ilijadi Posejdon je bio na strani Ahejaca, a katkad je i sam sudjelovao u borbi protiv Trojanaca. No, u 20. pjevanju ipak je spasio Eneju od Ahileja.
U Odiseji Posejdon mrzi Odiseja jer je oslijepio njegova sina Kiklopa Polifema. Stoga je poslao na njegovu posadu oluju i odgodio Odisejev povratak na Itaku. Odiseju je, nakon što se vratio svome domu, rečeno da će morati na još jedno putovanje prije nego što može voditi sretan i miran život, bez Posejdonova gnjeva. Vrač Tiresija rekao mu je da na otoku štuje Posejdona, da bi ublažio njegov gnjev.

## Vanjske poveznice
- Posejdon u klasičnoj literaturi i umjetnosti (engl.)
- Posejdon u grčkoj mitologiji (engl.)